# Thames Street

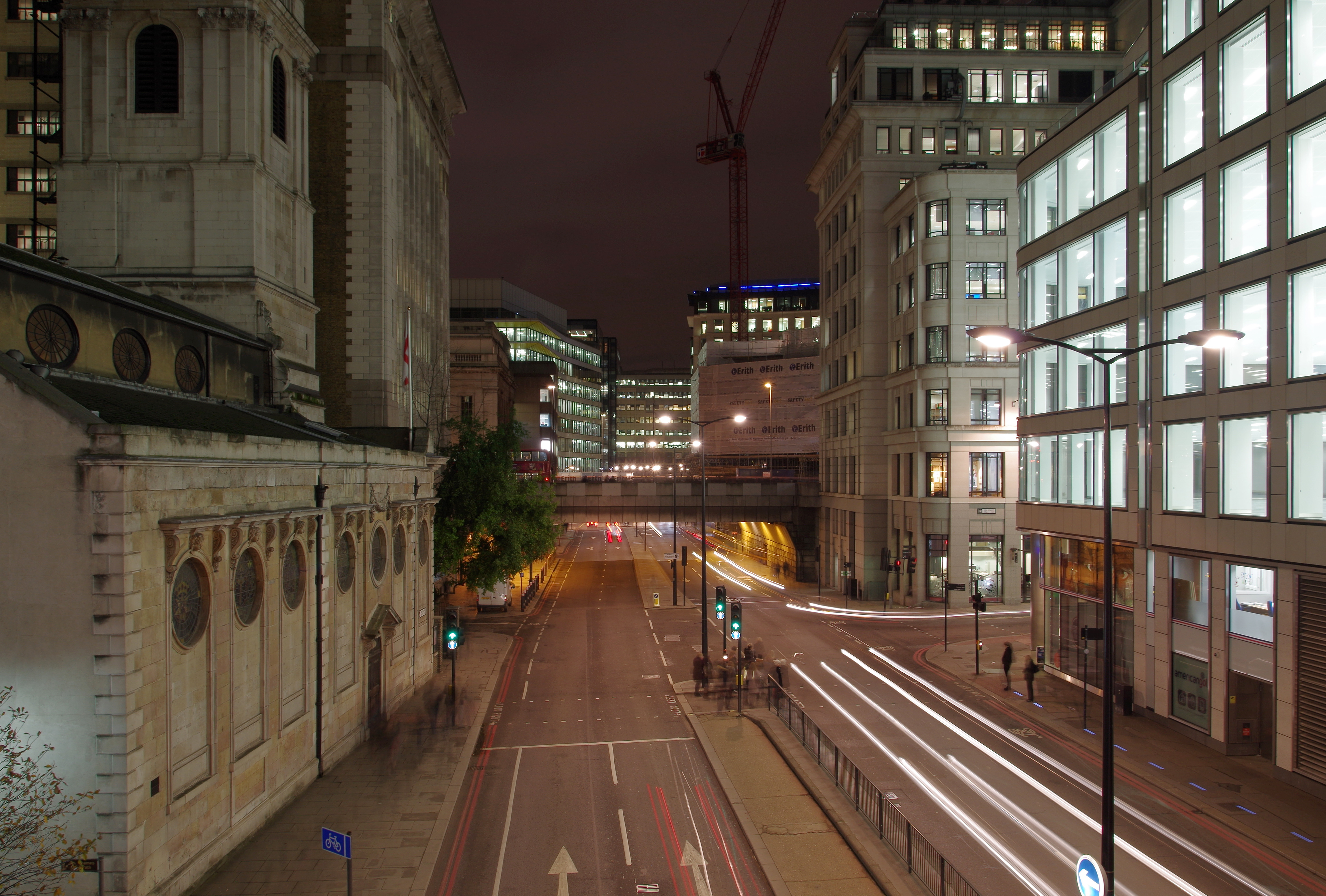
Vista notturna di Upper Thams Street

Thames Street, divisa in Lower e Upper Thames Street, è una strada della City di Londra, il centro storico e finanziario di Londra. Fa parte del percorso trafficato A3211 (prima di essere ricostruito come una grande arteria alla fine degli anni '60, era la B132) da Tower Hill a Westminster. Il sottopasso del London Bridge segna il divario tra Upper e Lower Thames Street, con Lower a est e Upper a ovest.

## Storia
Thames Street è menzionata nel diario di Samuel Pepys. La prima menzione della strada, tuttavia, risale al 1013 quando fu fondato l'ufficio della dogana sulla strada. Durante il regno di re Enrico VIII, la strada conteneva le residenze londinesi di molti cortigiani, inclusa quella di William Compton, dove si presume che Enrico VIII incontrò le sue amanti.
Nella cultura del XXI secolo, la strada è probabilmente meglio ricordata per il suo posto in La terra desolata di T.S. Eliot.
Al 101 di Lower Thames Street, sono stati scavati i resti di un bagno romano. Sono conservati nel sotterraneo del moderno edificio sul sito.
Rimangono poche prove della storia della strada, in gran parte a causa del Blitz e della riqualificazione del dopoguerra, e ora contiene molti edifici per uffici, tra cui la sede del quotidiano Daily Express. L'unità investigativa antincendio dei vigili del fuoco di Londra ha sede presso la stazione della London Fire Bigrade di Dowgate in Upper Thames Street, all'angolo con Allhallows Lane; la stazione è l'unica all'interno della City di Londra. Il cambiamento più notevole si è verificato all'estremità occidentale della strada transitabile, che ha drasticamente modificato il suo corso come parte dei principali lavori degli anni '60, che comportarono la bonifica della piano mesolitorale del Tamigi a Puddle Dock.
Lower Thames Street faceva parte del percorso della maratona dei Giochi Olimpici e Paralimpici del 2012. La maratona olimpica femminile si è svolta il 5 agosto e quella maschile il 12 agosto. Le maratone paralimpiche si sono svolte il 9 settembre.